# Wahlenbergia celata
Wahlenbergia celata là loài thực vật có hoa trong họ Hoa chuông. Loài này được P.I.Forst. mô tả khoa học đầu tiên năm 2000.